# Файбусович, Эрнест Львович
Эрнест Львович Файбусович (22 апреля 1933, Ленинград — 12 июля 2020, Санкт-Петербург) — советский и российский географ. Профессор кафедры региональной экономики и природопользования СПбГЭУ.
Сфера научных интересов — социально-экономическая и политическая география.

## Биография
Эрнест Львович Файбусович родился 22 апреля 1933 года в Ленинграде. Во время Великой Отечественной войны ребёнком был в эвакуации на Урале — в Варгашинском районе современной Курганской области, Карабаше Челябинской области и Верещагино нынешнего Пермского края.
1954 г. — закончил Ленинградский педагогический институт им. М. Н. Покровского.
1954—1957 гг. — учитель географии в средней школе № 9 города Якутска.
1957—1960 годы — аспирант кафедры физической географии ЛГПИ им. А. И. Герцена.
1960—1982 годы — преподавал в Саратовском государственном университете.
1966 год — защитил кандидатскую диссертацию на тему «Исторический обзор учений о взаимодействии общества с природой».
1969 год — присвоено учёное звание доцента.
1982—2020 годы — преподавал в Ленинградском государственном финансово-экономическом институте им. Н. А. Вознесенского, неоднократно менявшем названия и ныне именующемся «Санкт-Петербургский государственный экономический университет».
1997 год — защитил докторскую диссертацию в виде научного доклада по совокупности опубликованных ранее работ «Современная парадигма
и развитие новых направлений социально-экономической географии».
Имел звание «Почетный работник высшего профессионального образования РФ».
Во время работы в Саратовского государственном университете был учёным секретарём Саратовского отдела Всесоюзного географического общества, после возвращения в Ленинград — учёным секретарём, затем председателем Отделения экономической и социальной географии Русского географического общества. Являлся членом Совета старейшин РГО.
За многолетнюю работу в Географическом обществе получил звание «Почётный член Русского географического общества».
Умер 12 июля 2020 года.

## Список научных трудов

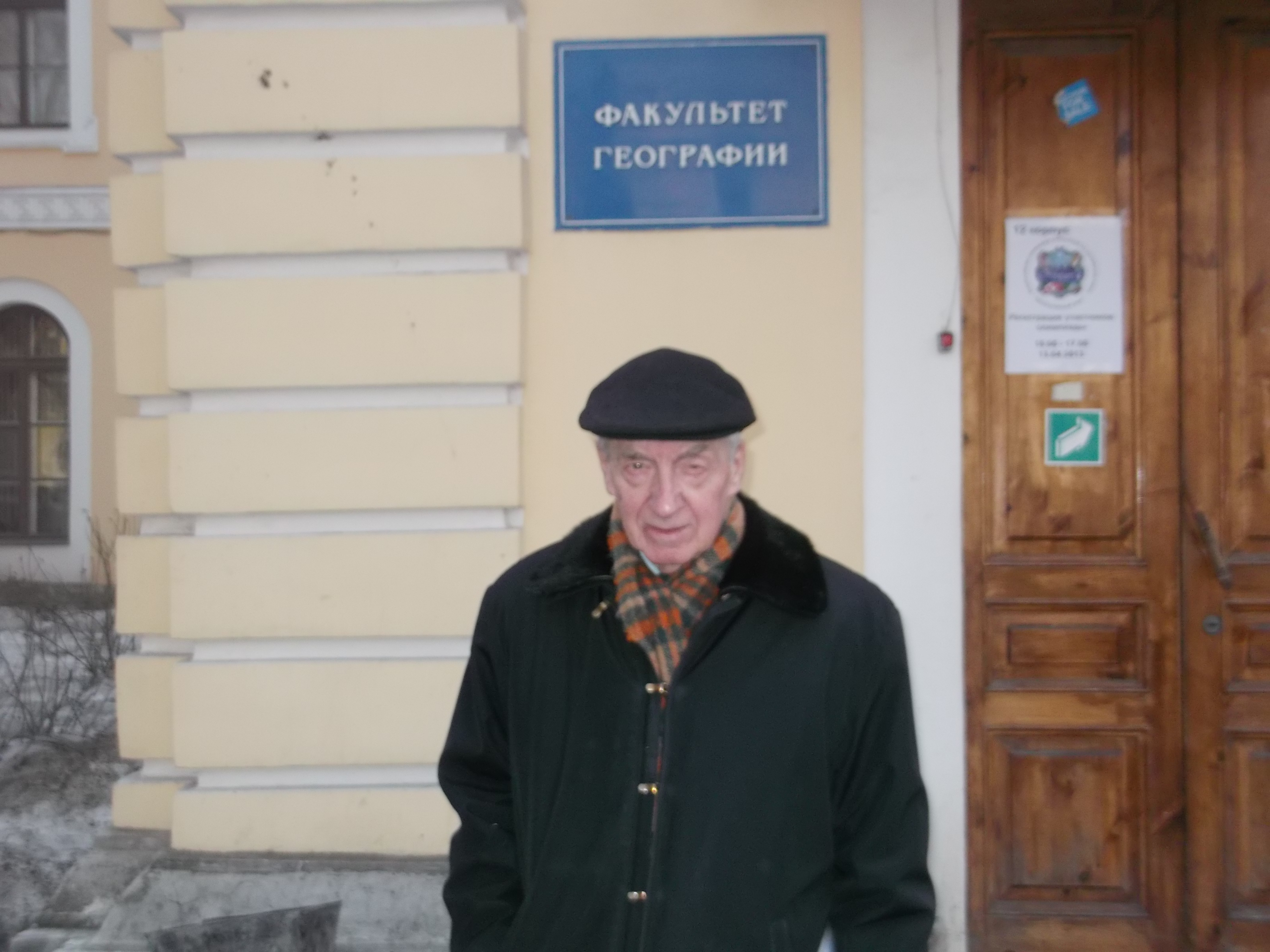
Э. Л. Файбусович у факультета географии РГПУ им. А. И. Герцена.

### Учебники
- Экономическая и социальная география. М.: Владос. 2004 (соавт. М. М. Голубчик, А. М. Насонов, С. В. Макар).
- Социально-экономическая география. М.: Юрайт. 2018 (соавт. М. М. Голубчик, А. М. Насонов, С. В. Макар) (переиздание в 2019 году).
- Социально-экономическая география современного мира. М.: издат. центр. «Академия». 2010 (соавт. В. Л. Мартынов).

### Статьи
Полный список трудов насчитывает более пятисот статей в различных научных, научно-педагогических и общественно-политических изданиях разного уровня.